# Сельчантояха
Сельчантояха (устар. Сальчан-Тайда-Яга) — река в России, протекает по Ямало-Ненецкому АО. Устье реки находится в 92 км по правому берегу реки Етыпур. Длина реки составляет 30 км. В 26 км от устья по левому берегу впадает река Маткуяха.

## Данные водного реестра
По данным государственного водного реестра России, относится к Нижнеобскому бассейновому округу, водохозяйственный участок реки — Пур. Речной бассейн реки — Пур.
Код объекта в государственном водном реестре — 15040000112115300057459.